# Scheckendrossel
Die Scheckendrossel (Turdus cardis) ist ein Singvogel aus der Familie der Drosseln (Turdidae). Sie gehört nicht
zu den gefährdeten Arten.

## Beschreibung
Der dunkelgraue männliche Vogel hat einen gelben Schnabel, einen gelben Irisring und helles, geschecktes Brustgefieder. Das Weibchen ist eher unauffälliger und besitzt bräunliches Gefieder, ist aber ebenfalls gescheckt.
Die Scheckendrossel ist im Vergleich zu den anderen Vertretern der Gattung Echte Drosseln etwas kleiner und erreicht eine
Körperlänge von 22 cm.

## Lebensraum
Neben Japan (Zentralhonshū), China, Nordkorea, Südkorea, Laos zählt noch Thailand und Vietnam zum Verbreitungsgebiet. Sie lebt in dichten Laubwäldern.

## Unterarten
Turdus cardis Temminck, 1831
wird von der  International Ornithological Union als monotypisch betrachtet.
Die von Erwin Stresemann 1929 beschriebene Unterart Turdus cardis merulinus wird heute als Synonym zur Nominatform betrachtet. Ebenso werden die von Haruo Fushihara 1959 Turdus cardis yessoensis sowie die von John Eliot Thayer und Outram Bangs Turdus cardis lateus beschriebenen Unterarten als Synonym betrachtet.

## Ernährung
Die Scheckendrossel ernährt sich hauptsächlich von Früchten, und Beeren, aber auch von Würmern und Insekten.

## Etymologie und Forschungsgeschichte
Die Erstbeschreibung des Scheckendrossel erfolgte 1831 durch Coenraad Jacob Temminck unter dem wissenschaftlichen Namen Turdus cardis. Das Typusexemplars wurde von Philipp Franz von Siebold in Japan gesammelt. Die Publikationsgeschichte von Nouveau recueil de planches coloriées zog sich über einen Zeitraum von 1820 bis 1839. Turdus cardis wurde als Teil der Lieferung 87 im Jahr 1831 publiziert. Schon 1758 führte Carl von Linné die Gattung Turdus ein. »Turdus« ist der lateinische Name für »Drossel«. Der Artname »cardis« könnte sich von auf die Markierungen der Spielkarte Pik auf der Unterseite der Scheckendrossel beziehen. »Merulinus« bezieht sich auf das lateinische Wort »merula« für »Amsel«. »Yessoensis« bezieht sich auf Yezo. »Lateus« leitet sich vom lateinischen »latere« für »verborgen sein« ab ünd bedeutet somit »mysterisch, versteckt«.

## Galerie

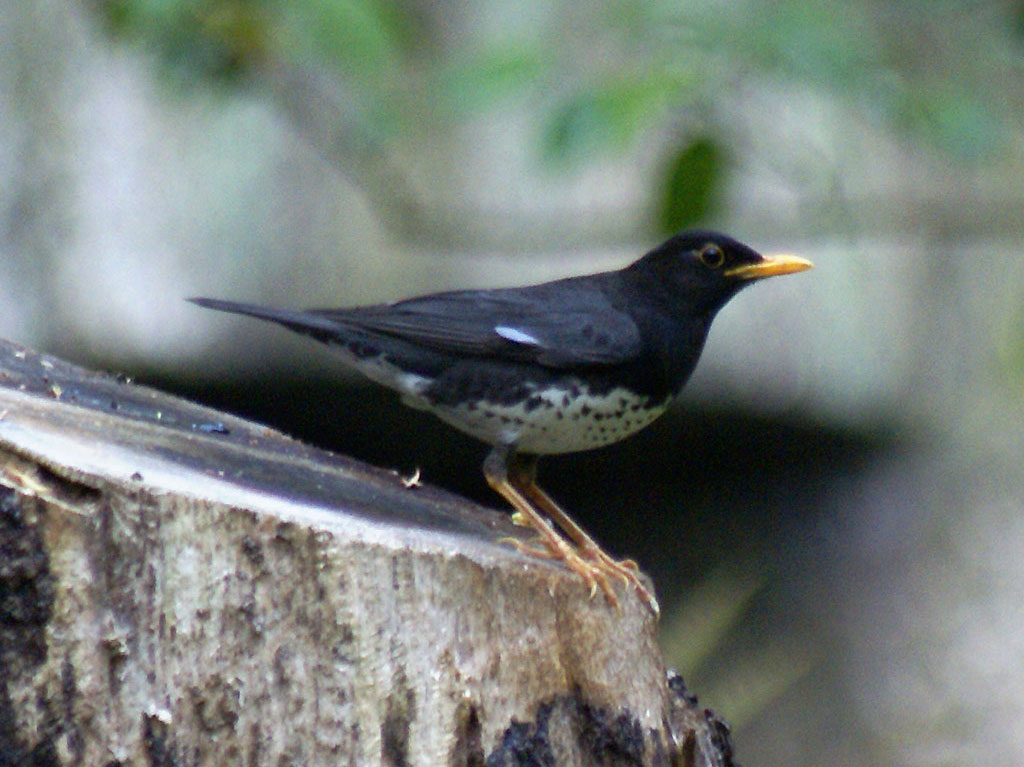
Männchen
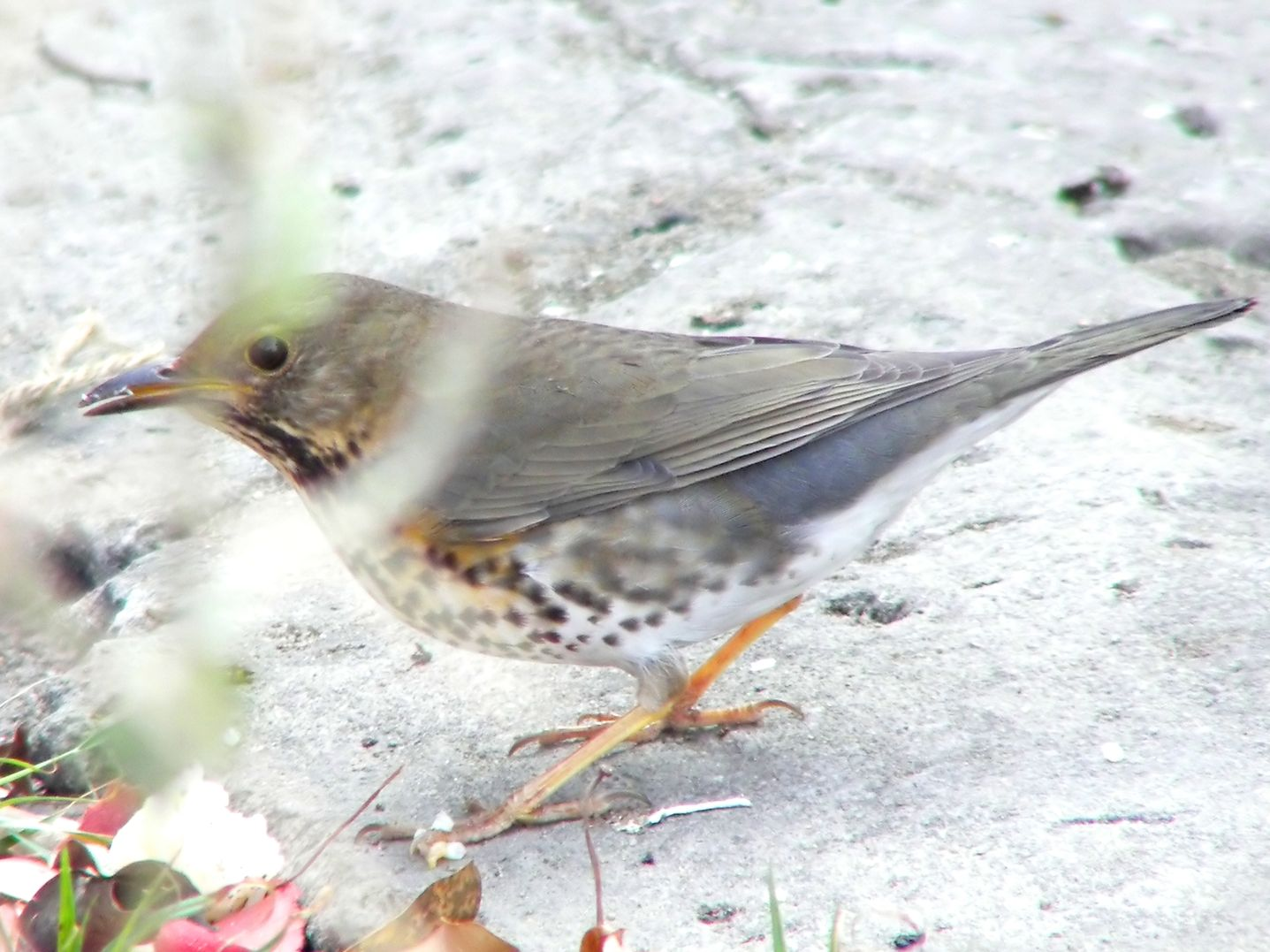
Weibchen